# Didicas
Didicas és una petita illa volcànica que es troba a la província de Cagayan, al nord de les Filipines. Fins al 1952 era un volcà submarí, però amb l'erupció d'aquest any va sobresortir del mar. Anteriorment ja ho havia fet el 1857. Es troba 22 kilòmetres al nord-est de l'illa Camiguin, una de les illes Babuyan, a l'estret de Luzón.
Didicas està coronat per un dom de lava que s'eleva fins als 228 msnm i que té un diàmetre a la base de 1.200 metres. Es troba a l'extrem sud de l'arc volcànic de Luzón i, com tots els volcans de les Filipines, forma part del Cinturó de foc del Pacífic. Durant l'erupció de 1952 es va formar un cràter de 400 metres d'ample.
S'han documentat fins a sis erupcions del volcà des del segle XVIII, la darrera de les quals entre el 6 i el 9 de gener de 1979.